# Schoberdorf
Schoberdorf ist ein Ort in der Markt- und Katastralgemeinde Vitis, Bezirk Waidhofen an der Thaya. Der Ort hat 38 Einwohner (1. Jänner 2024).

## Lage
Der Ort Schoberdorf liegt rund eineinhalb Kilometer südöstlich des Marktes Vitis im Südosten der Katastralgemeinde Vitis. Er grenzt an die Vitiser Katastralgemeinde Sparbach, nördlich der Ort Schacherdorf. Schoberdorf liegt rund einen halben Kilometer südlich der Waldviertler Straße (B 2) und ist über eine Straße,  die von der Waldviertler Straße beim Markt Vitis nach Südosten abzweigt erreichbar.

## Geschichte
Der Ortsname Schoberdorf wird vom trockengelegten Schoberteich abgeleitet, an dem die Kleinhaussiedlung errichtet wurde. Der Teichname stammt wiederum vom ehemaligen Inhaber der nahen Glockenmühle Paul Schober. Der Ort selbst wurde um 1800 gegründet, wobei 1799 die ehemals herrschaftlichen Gründe verkauft und 1801 erstmals Abgaben aus Schoberdorf verzeichnet wurden. Schoberdorf bestand 1801 aus lediglich neun Häusern, nach einer Erweiterung ab 1831 war die Zahl der Häuser im Jahr 1848 bereits auf 19 angewachsen. Vor der Aufhebung der Grundherrschaft hatte die Herrschaft Schwarzenau die Grund-, Dorf- und Landgerichtsobrigkeit inne, 1850 fiel der Ort der zusammen mit Schacherdorf, Kaltenbach und Gadorf der neu gebildeten Gemeinde Vitis zu. Schoberdorf wuchs in der Folge bis 1900 auf 19 Häuser mit 109 Einwohnern an, bis 1951 erhöhte sich die Zahl der Häuser auf 24. Während die Einwohnerzahlen 1951 gegenüber 1900 noch einigermaßen stabil geblieben war, sanken die Einwohnerzahlen bis 2000 auf 65 ab. Zu diesem Zeitpunkt bestand Schoberdorf aus 32 Häusern.